# Belvedere Zollikon
Das Belvedere Zollikon ist eine Holzplattform in der Gemeinde Zollikon des Kantons Zürich.

## Entstehung
Das Belvedere wurde im Sommer 2013 von Architekturstudenten der ETH Zürich unter der Leitung von Tom Emerson und seinen Assistenten entworfen und gebaut. Es wurde durch die Vereinigung Zolliker Kunstfreunde ermöglicht.
Die Treppe und ihre Stützen aus Eichenholz kommen praktisch ohne Metallteile aus, die Bestandteile der Konstruktion sind verzapft, überblattet oder mit Holznägeln verbunden.

## Brand
Am 1. August 2019 brannte die Aussichtsplattform aus unbekannten Gründen. Aus Sicherheitsgründen wurde deshalb der Zutritt zur Treppe durch die Vereinigung Zolliker Kunstfreunde blockiert, bis die Schäden repariert werden konnten.

## Situation
43 Stufen führen zur Aussichtsplattform in acht Metern Höhe. Von dieser aus bietet sich eine Aussicht über die Stadt Zürich sowie den Zürichsee.

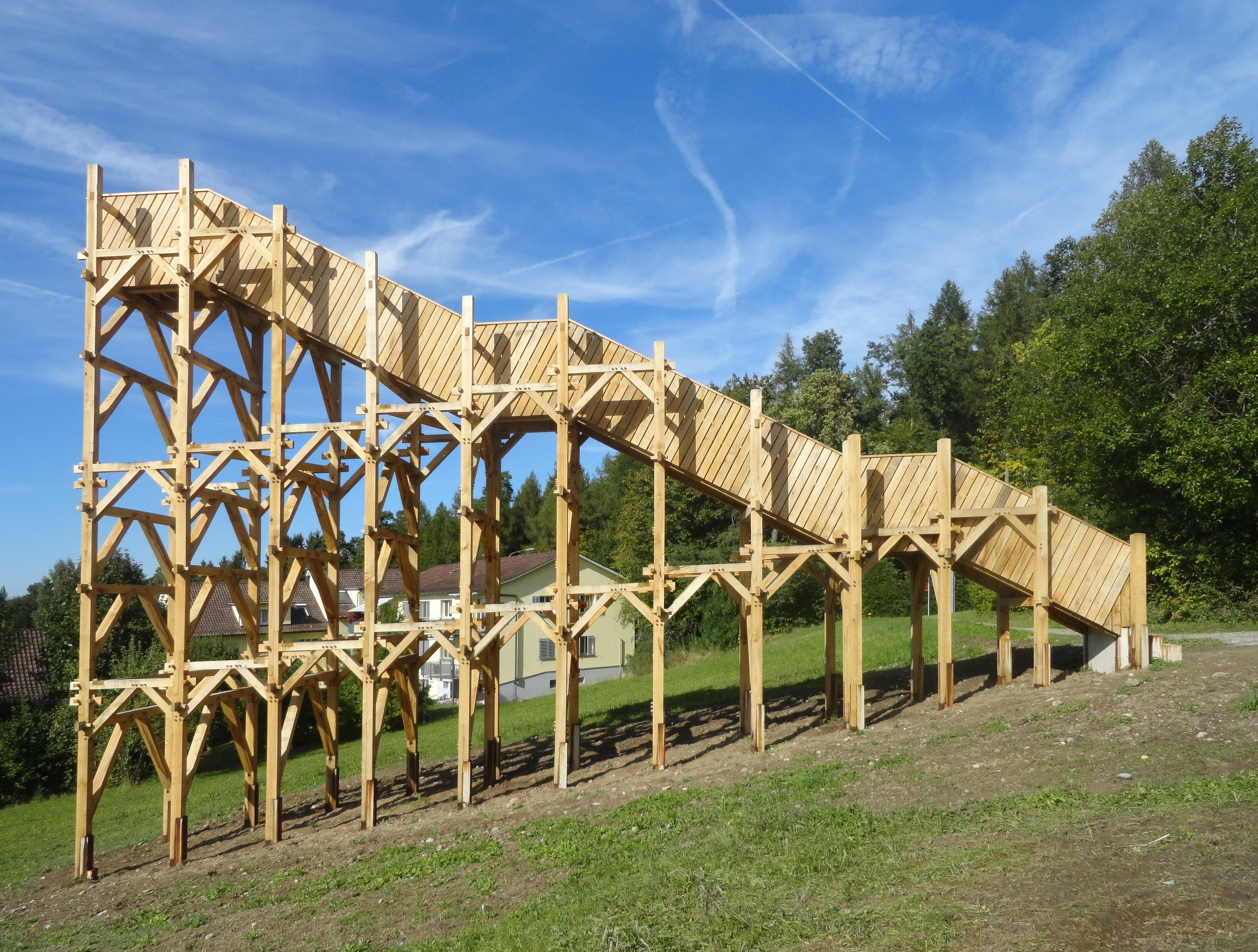
Nach der Erbauung im September 2013
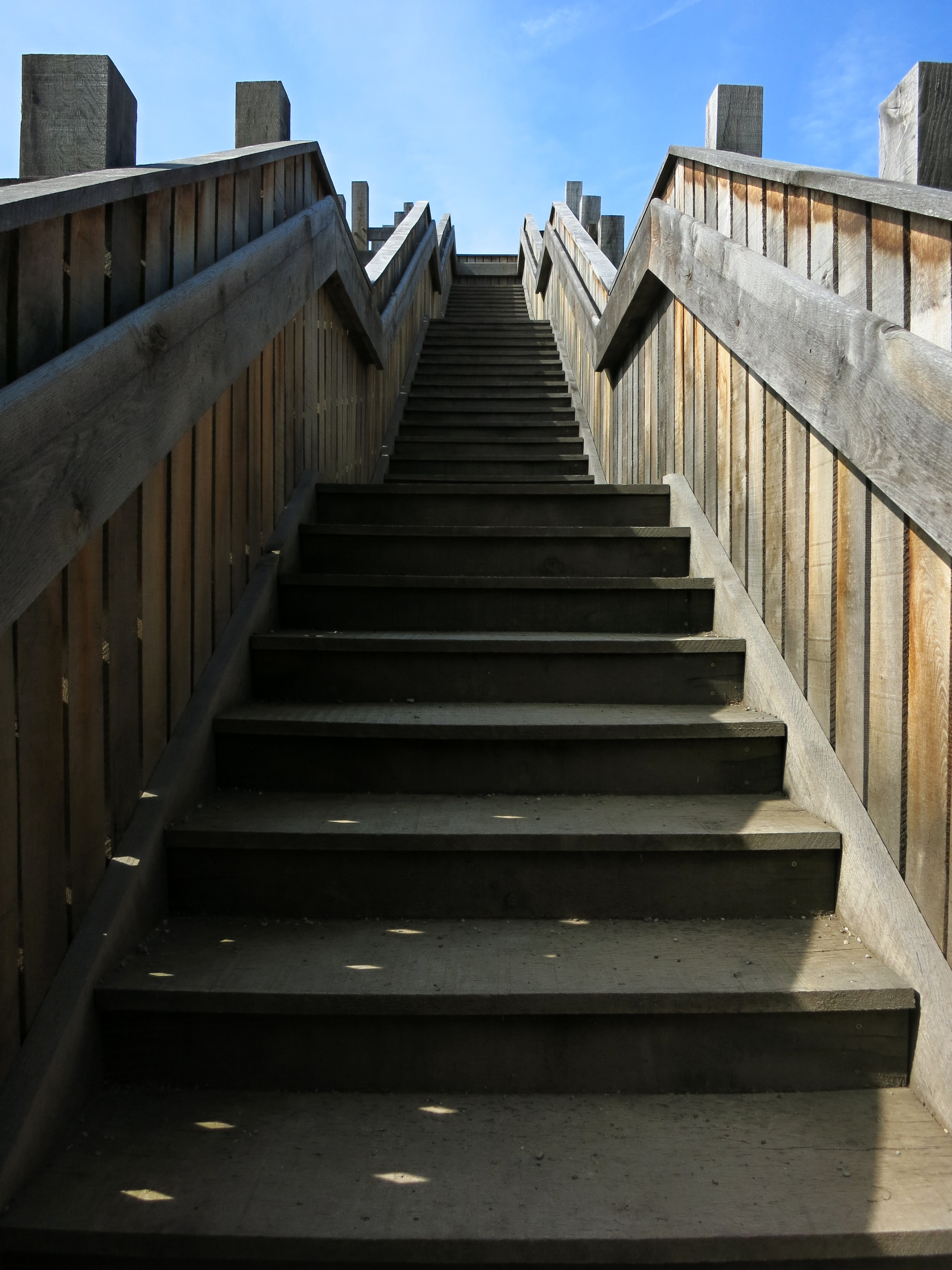
Treppe
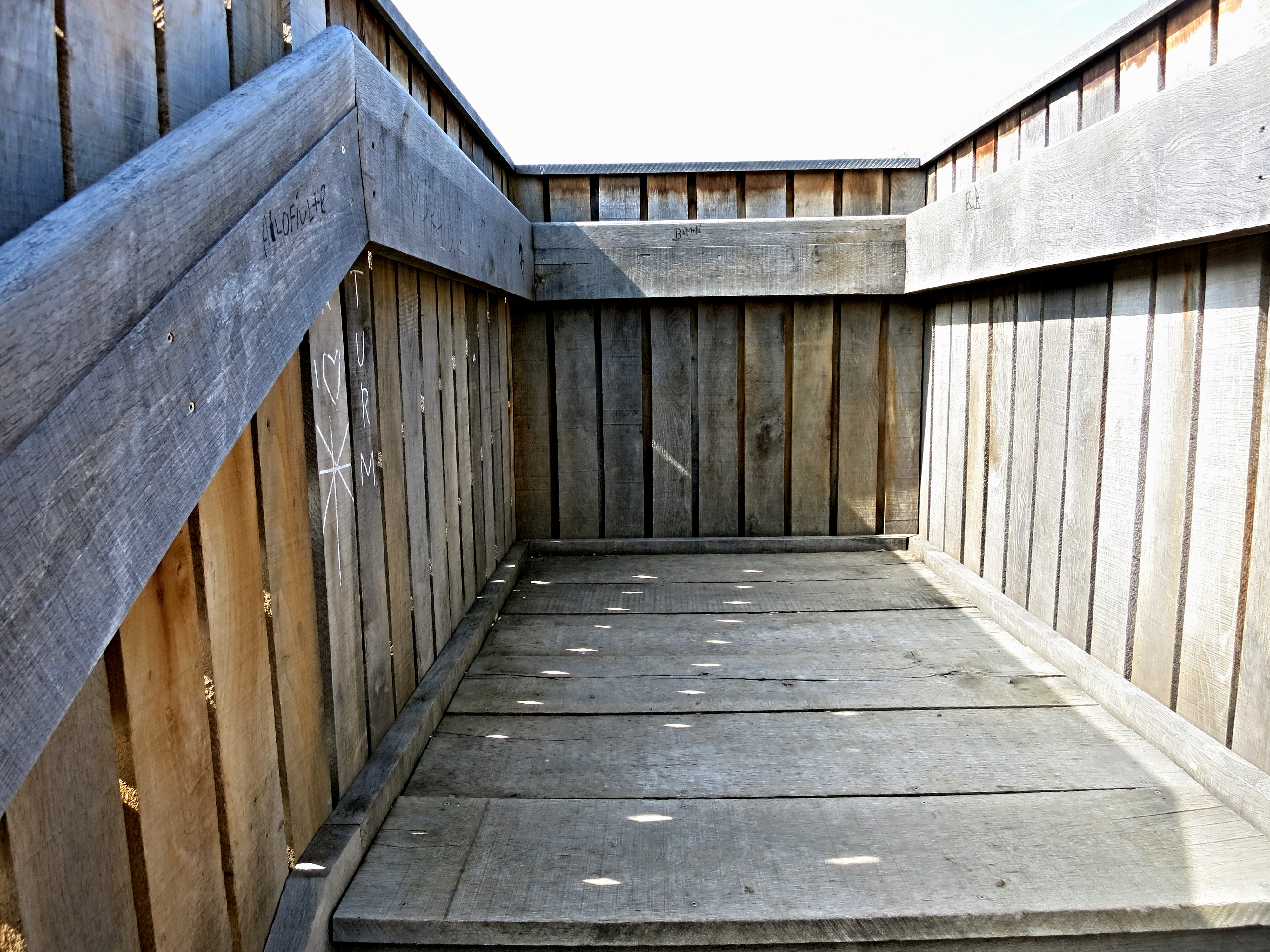
Aussichtsplattform